# Vuelta al País Vasco 1969
La IX Vuelta al País Vasco o XVIII Bicicleta Eibarresa, disputada entre el 16 de abril y el 20 de abril de 1969, estaba dividida en 5 etapas para un total de 891 km.
En esta edición participaron 2 equipos españoles (Kas y Fagor) y 2 equipos franceses (Bic y Mercier), con un total de 39 participantes de los finalizaron 36 de ellos.
El vencedor final fue el mítico Jacques Anquetil que logró su última gran victoria como profesional a los 35 años de edad, en el año de su retirada.

## Pasos previos

### Años 1936 a 1968
Finalmente la edición de 1936 tuvo que suspenderse a causa de la guerra civil española, si bien en principio se había pensado en aplazarla, dados los acontecimientos que se estaban desarrollando no quedó otra que la suspensión.
Tras la Guerra Civil y dada cuenta el resultado de la misma se eliminó del calendario de pruebas ciclistas la Vuelta al País Vasco. Si bien es cierto que hubo numerosos intentos para retomar la misma, tanto desde San Sebastián, como desde Bilbao, ninguna de ellas cuajo.
Durante ese período, hubo otras pruebas ciclistas como el "Circuito del Norte" y el "G.P. Ayuntamiento de Bilbao", que mantenían vivo el espíritu de la Vuelta al País Vasco, dado que las mismas salían más allá de las fronteras del País Vasco.
No obstante fue en el año 1952 en el que se creó la Bicicleta Eibarresa, que si que suponía una auténtica Vuelta al País Vasco, ya que en sus etapas se recorría prácticamente la totalidad de su territorio vasco peninsular. Ahora bien llegados los finales de los años 60, la contratación de los mejores ciclistas del momento y la propia organización de la carrera suponían unos elevados costes que los organizadores no pudieron hacer frente. 
En definitiva la mejor solución era involucrar a empresas e instituciones del resto del País Vasco, para superar esos problemas económicos y a iniciativa de Manuel Serdán la "Bicicleta Eibarresa" pasó a llamarse en 1969 "Vuelta al País Vasco-Bicicleta Eibarresa". El diario donostiarra La Voz de España apoyó la iniciativa y se convirtió en el principal patrocinador. La unión duro cuatro años, hasta 1973. Para no complicar el palmarés de ambas pruebas, estos años se suelen considerar pertenecientes a la “Vuelta al País Vasco”.

### Año 1969
Definitivamente treinta y cuatro años después renace la Vuelta al País Vasco, asociada con la Bicicleta Eibarresa por los motivos antes señalados. Los equipos participantes fueron solamente cuatro, dado que no se llegó a un acuerdo económico con uno de los equipos españoles, el Karpy y la baja de última hora del holandés Willem II. Así pues los locales Kas y Fagor, más los franceses Bic y Mercier fueron los que finalmente tomaron la salida.

## Etapas
| Etapa              | Fecha    | Recorrido                | km  | Vencedor de la Etapa | Líder de la general |
| ------------------ | -------- | ------------------------ | --- | -------------------- | ------------------- |
| 1ª etapa           | 16/04/69 | Éibar - Vitoria          | 185 | Michael Wright       | Michael Wright      |
| 2ª etapa           | 17/04/69 | Vitoria - Pamplona       | 203 | Joaquín Galera       | Joaquín Galera      |
| 3ª etapa           | 18/04/69 | Pamplona - San Sebastián | 171 | Luis Ocaña           | Joaquín Galera      |
| 4ª etapa (1º Sec.) | 19/04/69 | San Sebastián - Guernica | 118 | Raymond Riotte       | Joaquín Galera      |
| 4ª etapa (2º Sec.) | 19/04/69 | Guernica - Bilbao        | 43  | Raymond Poulidor     | Jacques Anquetil    |
| 5ª etapa           | 20/04/69 | Bilbao - Éibar           | 171 | Domingo Perurena     | Jacques Anquetil    |

## Clasificaciones
| \| 1. \| Jacques Anquetil \| BIC \| 25h 22' 05s \| \| 2. \| Francisco Gabica \| FAG \| a 32s \| \| 3. \| Mariano Díaz Díaz \| FAG \| a 40s \| \| 4. \| Gregorio San Miguel \| KAS \| a 1' 06s \| \| 5. \| Eduardo Castelló \| KAS \| a 2' 57s \| \| 6. \| Luis Ocaña \| FAG \| a 3' 59s \| \| 7. \| Raymond Poulidor \| MER \| a 4' 08s \| \| 8. \| Joaquín Galera \| FAG \| a 4' 19s \| \| 9. \| Domingo Perurena \| FAG \| a 6' 59s \| \| 10. \| Eusebio Vélez \| FAG \| a 8' 32s \| |                     |     |             |
| 1. | Jacques Anquetil    | BIC | 25h 22' 05s |
| 2. | Francisco Gabica    | FAG | a 32s       |
| 3. | Mariano Díaz Díaz   | FAG | a 40s       |
| 4. | Gregorio San Miguel | KAS | a 1' 06s    |
| 5. | Eduardo Castelló    | KAS | a 2' 57s    |
| 6. | Luis Ocaña          | FAG | a 3' 59s    |
| 7. | Raymond Poulidor    | MER | a 4' 08s    |
| 8. | Joaquín Galera      | FAG | a 4' 19s    |
| 9. | Domingo Perurena    | FAG | a 6' 59s    |
| 10. | Eusebio Vélez       | FAG | a 8' 32s    |

| \| 1. \| Domingo Perurena \| FAG \| 23 puntos \| \| \| 2. \| Michael Wright \| BIC \| 43 puntos \| \| \| 3. \| Gregorio San Miguel \| KAS \| 49 puntos \| \| |                     |     |           |  |
| 1. | Domingo Perurena    | FAG | 23 puntos |  |
| 2. | Michael Wright      | BIC | 43 puntos |  |
| 3. | Gregorio San Miguel | KAS | 49 puntos |  |

| \| 1. \| Raymond Poulidor \| MER \| 27 puntos \| \| \| 2. \| Luis Ocaña \| FAG \| 24 puntos \| \| \| 3. \| Carlos Echeverría \| KAS \| 21 puntos \| \| |                   |     |           |  |
| 1. | Raymond Poulidor  | MER | 27 puntos |  |
| 2. | Luis Ocaña        | FAG | 24 puntos |  |
| 3. | Carlos Echeverría | KAS | 21 puntos |  |

| \| 1. \| Mariano Díaz Díaz \| FAG \| 6 puntos \| \| \| 2. \| Michael Wright \| BIC \| 6 puntos \| \| \| 3. \| José Antonio Momeñe \| FAG \| 5 puntos \| \| |                     |     |          |  |
| 1. | Mariano Díaz Díaz   | FAG | 6 puntos |  |
| 2. | Michael Wright      | BIC | 6 puntos |  |
| 3. | José Antonio Momeñe | FAG | 5 puntos |  |

| \| 1. \| Fagor \| 76h 02' 20s \| \| \| 2. \| Kas \| a 18' 50s \| \| \| 3. \| Bic \| a 24' 30s \| \| \| 4. \| Mercier \| a 41' 32s \| \| |         |             |  |
| 1. | Fagor   | 76h 02' 20s |  |
| 2. | Kas     | a 18' 50s   |  |
| 3. | Bic     | a 24' 30s   |  |
| 4. | Mercier | a 41' 32s   |  |